# La dama con la marioneta
La dama con la marioneta es una acuarela del pintor Félicien Rops. Totalmente imbuido del espíritu fin de siècle y adornado con numerosos motivos simbólicos, representa un punto de inflexión en la carrera del artista. La obra es la tercera composición de una serie dedicada a este tema, después de La dama con marioneta y abanico de 1873 y Dama con marioneta de 1877,

## Historia
La acuarela, realizada en 1885 por Félicien Rops, estaba destinada a ilustrar Su alteza la mujer de Octave Uzanne.
La obra fue adquirida en 1997 por el Fondo Patrimonial de la Fundación rey Balduino, y luego depositada en el Museo Félicien Rops de Namur,

## Descripción
La acuarela es característica del espíritu finisecular, pero también contiene un gran número de motivos simbólicos y mitológicos que la sitúan dentro del movimiento simbolista. Pretende ser una ilustración de la dominación femenina, siendo el hombre sujeto a la voluntad de la mujer que lo atrae y humillado. La mujer de pie, mirándola sonriente, levanta en su mano derecha una marioneta desarticulada, con el cuerpo de tela destripado. En su mano izquierda sostiene una daga ensangrentada. Del desgarrón del muñeco se escapan monedas de oro, símbolo de las relaciones indecentes entre hombres y mujeres. Atrás, se reconoce la fuente del pecado original, alrededor de la cual se enrosca la serpiente con la manzana en la boca. Al pie de esta, sentado un bufón con alas a la espalda sostiene en el regazo un macabro cetro. Las dos alas permiten reconocer en él a Eros, con la diferencia de que sostiene en sus manos un símbolo de muerte y no sus flechas. La mujer, el bufón y la pila de metal están colocados sobre una plataforma decorada con un bajorrelieve con representaciones de artistas y eruditos en su actividad, que lleva la inscripción en latín Ubi Mulier? (“¿Dónde esta la mujer?“), cuestión que remite directamente a la naturaleza femenina.
En su acuarela, Rops hace referencia a varios títeres (simbólicos): el hombre como títere de la mujer, la mujer a su vez títere del diablo, los títeres esculpidos en el bajorrelieve del estrado son los juguetes de la Muerte, mientras el Amor mismo disfrazado de bufón juega con ella; el hombre y la mujer ambos juguetes de la locura y la muerte en realidad. Tantos elementos expresan poderosamente la melancolía de la obra.